# クリスティーナ湖 (ミネソタ州)
クリスティーナ湖（Christina Lake）とは、北アメリカ大陸の中央部に存在する、小さな湖の1つである。なお、同名の湖についてはクリスティーナ湖を参照のこと。

## 概要
クリスティーナ湖は、おおよそ北緯46度05分33秒、西経95度44分39秒付近に位置している。ここは、アメリカ合衆国のミネソタ州の西部に当たり、ノースダコタ州やサウスダコタ州との州境に比較的近い

。
クリスティーナ湖の湖水面の標高は約370m。湖面面積は約16.10km2、最大水深約4.3m、平均水深約1.2mの、浅くて小さな湖である。このように小規模な湖ではあっても、クリスティーナ湖は水鳥や渡り鳥がやってくる主要な場所の1つとなっている。ただし、一時期この湖にやってくる水鳥の数が激減し、結果として水鳥が水草を食べる量が減ったために、これが浮遊粘着物の塊となって水面を漂い、湖はどろどろで濁った状態になったことがある。しかし、その後水鳥の数が回復した結果、水鳥が水草を食べる量も回復し、そのため浮遊粘着物は劇的に減少し、湖は澄んだ水をたたえるようになった。

## 湖の状態の変遷
詳細は、英語版の「History」「Fishery」の節、その他の英語版の記事、参考文献などを読んでください。